# Jan Fredro (zm. 1649)
Jan Fredro herbu Bończa (ur. ok. 1598 roku – zm. w 1649 roku) – sędzia przemyski w latach 1629-1649, podsędek przemyski w latach 1626-1629.
Poseł na sejm 1627 roku, sejm nazdwyczajny 1629 roku, sejm nadzwyczajny 1632 roku, sejm konwokacyjny 1632 roku, sejm 1640 roku z ziemi przemyskiej. Poborca podatkowy ziemi przemyskiej w 1627, 1634 i 1640 roku. Sędzia kapturowy ziemi przemyskiej w 1648 roku. Rotmistrz wojska powiatowego ziemi przemyskiej w latach 1648-1649.
Był członkiem konfederacji generalnej zawiązanej 16 lipca 1632 roku.